# Out of the Shadow
Out of the Shadow è un film muto del 1919 diretto da Émile Chautard.

## Trama
Infelicemente sposata con un uomo violento e brutale, Ruth Minchin viene accusata di aver ucciso il marito. Ma, al processo, viene assolta per insufficienza di prove. Richard Steel, un filantropo con il quale ha fatto amicizia, le offre un soggiorno nella tranquilla casa di campagna di sua zia per toglierla dal clamore suscitato del processo. Edward Langholm, un reporter deciso a fare uno scoop, la segue in campagna. Durante un ricevimento, Richard confessa a Ruth di amarla, ma la donna si insospettisce quando vede in casa una fotografia che ritrae suo marito. Inoltre, il reporter le confida di aver visto Richard pagare un vagabondo per farlo tacere.
Ruth interroga il vagabondo che racconta di essere stato testimone di uno scontro tra Richard e il marito di lei. Minchin, infatti, cercava di ricattare il filantropo con una storia accaduta in Australia quando ambedue si trovavano in quel paese. Richard vi avrebbe ucciso un uomo. Ricattato, avrebbe poi ucciso anche Minchin. Langholm, che sente il colloquio, fa arrestare Richard. Ma Ruth si ricorda che il marito l'aveva aggredita con furore quando lei, tempo prima, aveva aiutato Paolo Severino, un povero pianista. La polizia interroga Severino che confessa il delitto, compiuto mentre stava male e delirava.
Ora Richard è libero, scagionato da ogni sospetto. Confida a Ruth che in Australia aveva dovuto uccidere un uomo per legittima difesa e che Minchin, a conoscenza del fatto, l'aveva ricattato. Ora, però, il cielo è sgombro di nubi e i due possono finalmente pensare a un futuro in comune.

## Produzione
Il film fu prodotto dalla Paramount Pictures.

## Distribuzione
Distribuito dalla Famous Players-Lasky Corporation, il film - presentato da Adolph Zukor - uscì nelle sale cinematografiche USA il 12 gennaio 1919. Fu distribuito in Portogallo il 6 agosto 1920 con il titolo Uma Semana de Vida.
Attualmente, la pellicola viene considerata perduta.